# خوتیتشانی
خوتیتشانی (به چکی: Chotýčany) یک منطقهٔ مسکونی در جمهوری چک است که در شهرستان چسکه بودیوویتسه واقع شده‌است. خوتیتشانی ۵٫۱۹ کیلومتر مربع مساحت و ۲۰۷ نفر جمعیت دارد و ۵۲۳ متر بالاتر از سطح دریا واقع شده‌است.